# Engelberto III de la Marca
Engelberto III di Mark in tedesco: Engelbert III. von der Mark (1334 – castello di Wetter, 21 dicembre 1391) fu conte di Mark, dal 1347 alla sua morte.

## Origine
Secondo la Genealogia Comitum de Marka, Engelberto era il figlio primogenito del conte di Mark, Adolfo II e della moglie, Margherita di Kleve, figlia del conte di Kleve, Teodorico VIII e di Margherita di Gheldria, che era sorella del Conte di Gheldria, Rinaldo II, e figlia del Conte di Gheldria, Rinaldo I e di Margherita Dampierre o di Fiandra

Secondo la Genealogia Comitum de Marka, Adolfo II, conte di Mark, era il figlio primogenito del conte della contea di Mark, Engelberto II e della moglie, la Signora d'Arenberg, Matilde d'Arenberg († 18 marzo 1328), che ancora secondo la Genealogia Comitum de Marka era figlia di Giovanni d'Arenberg e di Caterina di Jülich, sorella di Gerardo VI di Jülich; secondo la nota 1 del documento n° 757 del Urkundenbuch für die Geschichte des Niederrheins, Volume 2, datato 1281, Giovanni d'Arenberg era figlio del signore d'Arenberg, Gerardo burgravio di Colonia e di Matilde di Holte (Methildis nobilis matrona domina de Holthe, relicta quondam nobilis viri domini Gerardi Burgravii Coloniensis domini de Areberg).

## Biografia
Secondo la Chronica Comitum de Marka, Engelberto (ex nobilissima Margaretha filia comitis Clevensis primogenitus filius Engelbertus nunc comes de Marka) era nato nel 1334.
Ancora secondo la Chronica Comitum de Marka, suo padre, Adolfo II, nel 1347, si trovava nel Ducato di Gheldria, per assistere (in terra Gelrie ubi in manburnum fuit assumptus) il nuovo duca, Rinaldo III, ancora minorenne, quando morì e fu sepolto nel monastero di Fröndenberg; ad Adolfo, nella Contea di Mark, succedette Engelberto, il figlio primogenito, come Engelberto III.
Sempre secondo la Chronica Comitum de Marka, Engelberto ebbe contrasti coll'arcivescovo di Colonia, e, nel 1352, fece una guerra per la città di Dortmund.

Nel 1353, Engelberto per assolvere sé stesso ed i suoi familiari andò in pellegrinaggio in terra santa, facendo ritorno nell'estate del 1354.
Dopo il suo ritorno, Engelberto prese parte alla guerra di Gheldria tra i fratelli, Rinaldo III e Edoardo, parteggiando per quest'ultimo, sino al raggiungimento di una tregua nel 1355.
Nel 1356, partecipò alla devastazione della contea di Namur.
Nel 1357, suo fratello, Adolfo, divenne Vescovo di Münster.
Dopo la morte dell'arcivescovo di Colonia, Wilhelm von Gennep, nel 1362, Engelberto riuscì a fargli succedere suo fratello, Adolfo, nel 1363. Tuttavia, Adolfo presto si dimise da arcivescovo perché aveva la prospettiva di ereditare la contea di Cleves; e, quando Adolfo acquisì questa contea, nel 1368, cedette, come concordato, tutte le sue terre sul lato destro del Reno a Engelberto III, che, tra le altre cose, acquisì Emmerik.
Nel 1376 ci fu un altro conflitto armato tra l'Arcidiocesi di Colonia e Engelberto e il fratello, Adolfo. Questa guerra fu temporaneamente interrotta da un armistizio nel 1381, ma poi riprese fino alla morte di Engelberto.
Nel 1380, Engelberto (Engelbrecht greue van der Marke) viene citato nel documento n° 846 del Urkundenbuch für die Geschichte des Niederrheins, Volume 3.
Engelberto morì di peste nel castello di Wetter, nel 1391, e fu sepolto nella chiesa del monastero di Fröndenberg.

Dopo la sua morte, dato che aveva solo una figlia, nella Contea di Mark, gli succedette il fratello, Adolfo, già conte di Kleve.

## Matrimoni e discendenza
Engelberto aveva sposato, prima del 1354, come risulta dal documento n° 96 del Geschichte der Familie und Herrschaft von Volmestein, Volume 2, Riccarda di Jülich; a seguito del matrimonio, secondo il documento n° 549 del Urkundenbuch für die Geschichte des Niederrheins, Volume 3, il fratello di Riccarda, Gerardo, conte di Ravensberg e conte di Berg (Gerart elste sun zoe Guilghe, greue van den Berghe ind van Rauesberg), rinunciò ad alcuni introiti a favore di Engelberto (her Engelbrecht greue van Marke). 

Engelberto da Riccarda ebbe una sola figlia:
- Margherita († 1410), che sposò Filippo X di Falkenstein e Münzenberg, come da documento n° 763 del Urkundenbuch für die Geschichte des Niederrheins, Volume 3[23].

Dopo essere rimasto vedovo, Engelberto si sposò in seconde nozze con Elisabetta di Spanheim-Sayn.

Engelberto da Riccarda ebbe una sola figlia.

## Ascendenza
|                            |                       |                          | Genitori                      |  |  | Nonni |  |  | Bisnonni                  |  |  | Trisnonni                   |  |
|                            |                       |                          |                               |  |  |       |  |  | Eberardo I, conte di Mark |  |  | Engelberto I, conte di Mark |  |
|                            |                       |                          |                               |  |  |       |  |  | Eberardo I, conte di Mark |  |  | Engelberto I, conte di Mark |  |
|                            |                       | Cunegonda di Blieskastel |                               |  |  |       |  |  | Eberardo I, conte di Mark |  |  |                             |  |
| Engelberto II de la Marca  |                       |                          |                               |  |  |       |  |  | Eberardo I, conte di Mark |  |  |                             |  |
|                            |                       | Ermengarda di Berg       | Adolfo IV di Berg             |  |  |       |  |  |                           |  |  |                             |  |
|                            |                       | Ermengarda di Berg       | Adolfo IV di Berg             |  |  |       |  |  |                           |  |  |                             |  |
|                            |                       | Ermengarda di Berg       | Margherita di Hochstaden      |  |  |       |  |  |                           |  |  |                             |  |
| Adolfo II di Mark          |                       | Ermengarda di Berg       |                               |  |  |       |  |  |                           |  |  |                             |  |
|                            |                       | Giovanni d'Arenberg      | Gerardo d'Arenberg            |  |  |       |  |  |                           |  |  |                             |  |
|                            |                       | Giovanni d'Arenberg      | Gerardo d'Arenberg            |  |  |       |  |  |                           |  |  |                             |  |
|                            |                       | Giovanni d'Arenberg      | Matilde di Holte              |  |  |       |  |  |                           |  |  |                             |  |
| Matilde d'Arenberg         |                       | Giovanni d'Arenberg      |                               |  |  |       |  |  |                           |  |  |                             |  |
|                            |                       | Caterina di Jülich       | Guglielmo IV, conte di Jülich |  |  |       |  |  |                           |  |  |                             |  |
|                            |                       | Caterina di Jülich       | Guglielmo IV, conte di Jülich |  |  |       |  |  |                           |  |  |                             |  |
|                            |                       | Caterina di Jülich       | Riccarda di Gheldria          |  |  |       |  |  |                           |  |  |                             |  |
| Engelberto III de la Marca |                       | Caterina di Jülich       |                               |  |  |       |  |  |                           |  |  |                             |  |
|                            | Teodorico VI di Kleve | Teodorico V di Kleve     |                               |  |  |       |  |  |                           |  |  |                             |  |
|                            | Teodorico VI di Kleve | Teodorico V di Kleve     |                               |  |  |       |  |  |                           |  |  |                             |  |
|                            | Teodorico VI di Kleve | Alida di Heinsberg       |                               |  |  |       |  |  |                           |  |  |                             |  |
| Teodorico VII di Kleve     | Teodorico VI di Kleve |                          |                               |  |  |       |  |  |                           |  |  |                             |  |
|                            |                       | Margherita d'Asburgo     | …                             |  |  |       |  |  |                           |  |  |                             |  |
|                            |                       | Margherita d'Asburgo     | …                             |  |  |       |  |  |                           |  |  |                             |  |
|                            |                       | Margherita d'Asburgo     | …                             |  |  |       |  |  |                           |  |  |                             |  |
| Margherita di Kleve        |                       | Margherita d'Asburgo     |                               |  |  |       |  |  |                           |  |  |                             |  |
|                            |                       | …                        | …                             |  |  |       |  |  |                           |  |  |                             |  |
|                            |                       | …                        | …                             |  |  |       |  |  |                           |  |  |                             |  |
|                            |                       | …                        | …                             |  |  |       |  |  |                           |  |  |                             |  |
| Margherita di Gheldria     |                       | …                        |                               |  |  |       |  |  |                           |  |  |                             |  |
|                            |                       | …                        | …                             |  |  |       |  |  |                           |  |  |                             |  |
|                            |                       | …                        | …                             |  |  |       |  |  |                           |  |  |                             |  |
|                            |                       | …                        | …                             |  |  |       |  |  |                           |  |  |                             |  |
|                            |                       | …                        |                               |  |  |       |  |  |                           |  |  |                             |  |

### Fonti primarie
- (LA)  Urkundenbuch für die Geschichte des Niederrheins, Volume 2.
- (LA)  Monumenta Germaniae Historica, tomus XXIII.
- (NL)  Gedenkwaardigheden uit de geschiedenis van Gelderland, I.
- (LA)  Monumenta Germaniae Historica, Scriptores rerum Germanicarum, Nova series, tomus VI.
- (LA)  (NL)  Urkundenbuch für die Geschichte des Niederrheins, Volume 3.

### Letteratura storiografica
- (DE)  Engelbert_III, da Allgemeine Deutsche Biographie
- (LA)  (DE)  Levold's von Northof Chronik der Grafen von der Mark und der Erzbischöfe.
- (DE)  Geschichte der Familie und Herrschaft von Volmestein, Volume 2.